# А4 (Пољска)
1. 1. 1##|

1. 1. 2##|

1. 1. 3##|

1. 1. 4##|

1. 1. 5##|

1. 1. 6##|

1. 1. 9##|

1. 1. 12##|

1. 1. 13##|

1. 1. 14##|

А4 Пољска (пољ. Autostrada A4) је ауто-пут у Пољској који ће се, кроз јужну Пољску простирати у правцу од Пољско-немачке границе код Згожелца (где ће се наставити на немачки ауто-пут А-4), преко Вроцлава, Катовица, Кракова и Жешова до Пољско-украјинске границе код села Корчове. Овај ауто-пут је део европског ауто-пута Е40. До сада је изграђено око 444,4 km ауто-пута, од планираних 670 km. Завршен је западни део пута који се непрекидно простире од границе са Немачком до Шарова. Источни део пута од Шарова до границе са Украјином је требало да буде завршен до 2013. године али је због одлуке УЕФА да Пољска заједно са украјином буде домаћин Европског првенства у фудбалу 2012. године, рок за завршетак радова померен на 2012. годину.
Највећи део овог пута изграђен је првобитно 30-их година 20. века од стране нацистичке Немачке. После Другог светског рата, када се пут нашао унутар граница Пољске, веома је лоше одржаван и постао је познат по јако лошем коловозу. Током протеклих година, захваљујући обимним радовима на реконструкцији коловоза, нарочито на деоници од Легнице до Вроцлава, уклоњени су и последњи трагови старе бетонске подлоге. Међутим, неки какартеристике старог ауто-пута су још увек задржане као што је недостатак зауставне траке, која ће бити накнадно изграђена.

## Слике
- Ауто-пут А4 ноћу у Катовицама
- Источни, привремени завршетак ауто-пута код Кракова
- Почетак градње деонице Краков—Шаров 27. априла 2007. године